# Apparitional
Apparitional, também conhecido como Haunting of Cellblock 11, é um filme de terror produzido nos Estados Unidos, dirigido por Andrew P. Jones e lançado em 2013.